# Horní Poříčí u Letovic
Horní Poříčí (deutsch Ober Porzicz bzw. auch Ober Porschütz) ist eine Gemeinde in Tschechien. Das Dorf liegt achtzehn Kilometer südlich von Svitavy und gehört zum Okres Blansko.

## Geographie

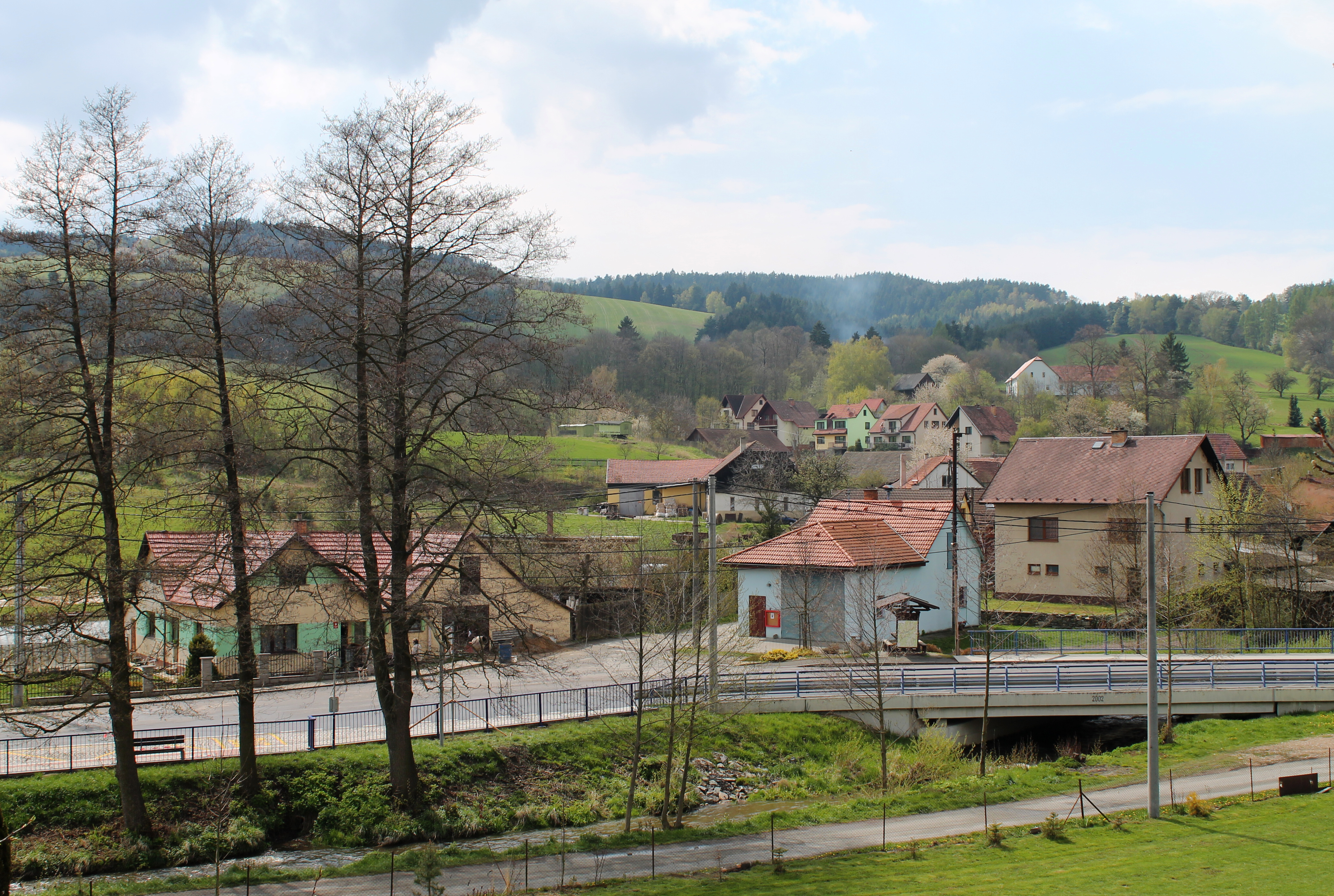
Horní Poříčí

Horní Poříčí liegt auf der Böhmisch-Mährischen Höhe an der Křetínka.